# Gravely (Schiff)
Die Gravely, auch USS Gravely (Kennung: DDG-107), ist ein Lenkwaffenzerstörer der Arleigh-Burke-Klasse (Flight IIA) der United States Navy. Das Schiff ist nach Vizeadmiral Samuel L. Gravely (1922–2004) benannt, der ersten afroamerikanischen Person, die den Admiralsrang erreichte.

## Geschichte

### Bau
DDG-107 wurde 2002 in Auftrag gegeben, die Kiellegung fand im November 2007 statt. Bauwerft ist Ingalls Shipbuilding. Der Stapellauf des Zerstörers fand im März 2009 statt. Am 16. Mai 2009 wurde die Gravely getauft, Taufpatin war Mrs. Alma Bernice Clark Gravely, die Witwe des Admirals. Am 20. November 2010 wurde die Gravely in Wilmington, North Carolina in Dienst gestellt.

### Einsätze
Aus Anlass des Kriegs in Israel und Gaza 2023 wurde die Gravely als Teil der Flugzeugträgerkampfgruppe um die Dwight D. Eisenhower ins östliche Mittelmeer verlegt. Mit Beginn der Operation Prosperity Guardian ab 18. Dezember 2023 war Gravely als eines von mehreren amerikanischen Kriegsschiffen für den Schutz der Handelswege im Bereich des Roten Meeres eingeteilt.
Am 30. Dezember 2023 unterstützte die Gravely zusammen mit der Laboon im Roten Meer das Containerschiff Maersk Hangzhou der Mærsk-H-Klasse. Diese fuhr unter der Flagge Singapurs, kam aus dem Indischen Ozean und war von einer taktischen ballistischen Rakete der Huthi-Miliz aus dem Jemen getroffen worden. Anschließend wehrte Gravely zwei weitere taktische ballistische Raketen ab. Am 31. Dezember griffen ein Bordhubschrauber von Gravely und Hubschrauber von Dwight D. Eisenhower vier Schnellboote an, von denen aus Enterversuche gegen Maersk Hangzhou unternommen wurden. Dabei sollen nach Angaben des United States Central Command (CENTCOM) die Hubschrauber drei der vier Boote versenkt und Angreifer getötet haben.
USS Gravely nahm an den Raketenangriffen auf Huthi-Kräfte im Jemen 2024 teil und war eines von mehreren amerikanischen Kriegsschiffen, die am 12. Januar 2024 Tomahawk-Marschflugkörper gegen Landziele der Huthi starteten.
Am 24. Januar 2024 unterstützte Gravely die im Golf von Aden unter US-Flagge fahrenden Containerschiffe Maersk Detroit und Maersk Chesapeake (letztere vom Schiffstyp VW 2500, 2008 abgeliefert und bis 2023 als Safmarine Ngami fahrend), indem sie zwei von drei gegen Schiffziele gerichtete ballistische Raketen abwehrte.
Die Gravely konnte am späten Abend des 30. Januar 2024 einen anfliegenden Marschflugkörper gegen Seeziele mithilfe des Nahbereichsverteidigungssystems Phalanx CIWS abwehren.

## Technik
Gravely ist ein Schiff der Variante Flight IIA der Arleigh-Burke-Klasse und wurde als fünfter Zerstörer mit der Systemversion Baseline 7.1R des Aegis-Kampfsystems abgeliefert. Diese Systemversion läuft auf Commercial off-the-shelf-Bordrechnern, nutzt das Multifunktionsradar mit der JETDS-Bezeichnung AN/SPY-1D(V), das System AN/SQQ-89(V)15 zur U-Boot-Jagd, implementiert Vernetzung über Cooperative Engagement Capability (CEC) sowie das Tactical Ballistic Missile Defense System für die Raketenabwehr von Boden-Boden-Raketen. Zur Selbstverteidigung gegen Luft- und Überwasserziele auf kürzeste Distanzen ist im Bereich der achteren Decksaufbauten ein Phalanx CIWS eingerüstet.